# (97582) Hijikawa
(97582) Hijikawa est un astéroïde de la ceinture principale.

## Description
(97582) Hijikawa est un astéroïde de la ceinture principale. Il fut découvert le 6 mars 2000 à Kuma Kogen par Akimasa Nakamura. Il présente une orbite caractérisée par un demi-grand axe de 3,16 UA, une excentricité de 0,17 et une inclinaison de 1,1° par rapport à l'écliptique.

## Compléments